# Wahlkreis Main-Taunus II
Der Wahlkreis Main-Taunus II (Wahlkreis 33) ist einer von zwei  Landtagswahlkreisen im hessischen Main-Taunus-Kreis. Der Wahlkreis umfasst die Städte und Gemeinden Flörsheim am Main, Hattersheim am Main, Hochheim am Main, Hofheim am Taunus und Kriftel im Süden des Kreises. 
Von den rund 111.000 Einwohnern des Wahlkreises waren 81.179 Bürger bei der letzten Landtagswahl wahlberechtigt. Der Wahlkreis im „Speckgürtel“ von Frankfurt gilt als CDU-Hochburg.

## Wahl 2023
| Landtagswahl in Hessen 2023 – WK Main-Taunus IIZweitstimmen %50403020100 40,0 %16,4 %14,9 %12,4 %5,6 %3,2 %2,4 %1,4 %1,0 %2,8 % CDUGrüneAfDSPDFDPFWLinkeTierschutzVoltSonst.Gewinne und Verlusteim Vergleich zu 2018 %p 12 10 8 6 4 2 0 −2 −4 −6+10,2 %p−5,4 %p+3,0 %p−3,8 %p−2,8 %p+0,1 %p−3,1 %p+0,4 %p+1,0 %p+0,5 %pCDUGrüneAfDSPDFDPFWLinkeTierschutzVoltSonst. |

| Gegenstand der Nachweisung | Gegenstand der Nachweisung | Erst- stimmen | Erst- stimmen | Zweit- stimmen | Zweit- stimmen |
| Bewerber                   | Partei                     | Anzahl        | %             | Anzahl         | %              |
| -------------------------- | -------------------------- | ------------- | ------------- | -------------- | -------------- |
| Wahlberechtigte            | Wahlberechtigte            | 82.732        | 82.732        | 82.732         | 82.732         |
| Wähler                     | Wähler                     | 55.866        | 55.866        | 55.866         | 67,5           |
| Ungültige Stimmen          | Ungültige Stimmen          | 844           | 1,5           | 697            | 1,2            |
| Gültige Stimmen            | Gültige Stimmen            | 55.022        | 98,5          | 55.169         | 98,8           |
| davon                      |                            |               |               |                |                |
| Axel Wintermeyer           | CDU                        | 23.847        | 43,3          | 22.065         | 40,0           |
| Bianca Strauß              | GRÜNE                      | 9.052         | 16,5          | 9.024          | 16,4           |
| Selim Balcioglu            | SPD                        | 7.157         | 13,0          | 6.827          | 12,4           |
| Gerhard Bergmann           | AfD                        | 7.797         | 14,2          | 8.225          | 14,9           |
| Michaela Schwarz           | FDP                        | 2.648         | 4,8           | 3.092          | 5,6            |
| Carola Gottas              | Die Linke                  | 1.574         | 2,9           | 1.299          | 2,4            |
| Karl Heinz Spengler        | Freie Wähler               | 2.581         | 4,7           | 1.781          | 3,2            |
|                            | Tierschutzpartei           |               |               | 780            | 1,4            |
|                            | Die PARTEI                 | 365           | 0,7           |                |                |
|                            | Piraten                    | 138           | 0,3           |                |                |
|                            | ÖDP                        | 119           | 0,2           |                |                |
|                            | P. f. schulm. Verjf.       | 20            | 0,0           |                |                |
|                            | V-Partei³                  | 215           | 0,4           |                |                |
|                            | PdH                        | 60            | 0,1           |                |                |
|                            | ABG                        | 82            | 0,1           |                |                |
|                            | APPD                       | 29            | 0,1           |                |                |
| Manfred Berner             | Basis                      | 366           | 0,7           | 337            | 0,6            |
|                            | DKP                        |               |               | 17             | 0,0            |
|                            | DIE NEUE MITTE             | 31            | 0,1           |                |                |
|                            | Volt                       | 547           | 1,0           |                |                |
|                            | Klimaliste                 | 116           | 0,2           |                |                |

## Wahl 2018
| Gegenstand der Nachweisung | Gegenstand der Nachweisung | Wahlkreis- stimmen | Wahlkreis- stimmen | Landes- stimmen | Landes- stimmen |
| Kreiswahlbewerber          | Partei                     | Anzahl             | %                  | Anzahl          | %               |
| -------------------------- | -------------------------- | ------------------ | ------------------ | --------------- | --------------- |
| Wahlberechtigte            | Wahlberechtigte            | 83.170             | 100,0              | 83.170          | 100,0           |
| Wähler                     | Wähler                     | 59.290             | 71,3               | 59.290          | 71,3            |
| Ungültige Stimmen          | Ungültige Stimmen          | 1.033              | 1,7                | 1.160           | 2,0             |
| Gültige Stimmen            | Gültige Stimmen            | 58.257             | 100,0              | 58.130          | 100,0           |
| davon                      |                            |                    |                    |                 |                 |
| Axel Wintermeyer           | CDU                        | 19.487             | 33,6               | 17.384          | 29,8            |
| Gisela Stang               | SPD                        | 12.175             | 21,0               | 9.434           | 16,2            |
| Oliver Christ              | GRÜNE                      | 10.781             | 18,6               | 12.716          | 21,8            |
| Ingo von Seemen            | LINKE                      | 2.851              | 4,9                | 3.176           | 5,5             |
| Kornelia Ahr-Wiehe         | FDP                        | 4.062              | 7,0                | 4.872           | 8,4             |
| Thomas Kaus                | AfD                        | 6.479              | 11,2               | 6.949           | 11,9            |
| –                          | PIRATEN                    | –                  | –                  | 184             | 0,3             |
| Ivaloo Schölzel            | FREIE WÄHLER               | 2.218              | 3,8                | 1.811           | 3,1             |
| –                          | NPD                        | –                  | –                  | 120             | 0,2             |
| –                          | Die Partei                 | –                  | –                  | 303             | 0,5             |
| –                          | ÖDP                        | –                  | –                  | 163             | 0,3             |
| –                          | Die Grauen                 | –                  | –                  | 123             | 0,2             |
| –                          | BüSo                       | –                  | –                  | 12              | 0,0             |
| –                          | AD-Demokraten              | –                  | –                  | 40              | 0,1             |
| –                          | Bündnis C                  | –                  | –                  | 37              | 0,1             |
| –                          | BGE                        | –                  | –                  | 86              | 0,1             |
| –                          | Die Violetten              | –                  | –                  | 41              | 0,1             |
| –                          | LKR                        | –                  | –                  | 32              | 0,1             |
| –                          | Menschliche Welt           | –                  | –                  | 23              | 0,0             |
| –                          | Die Humanisten             | –                  | –                  | 45              | 0,1             |
| –                          | Gesundheitsforschung       | –                  | –                  | 75              | 0,1             |
| –                          | Tierschutzpartei           | –                  | –                  | 560             | 1,0             |
| –                          | V-Partei³                  | –                  | –                  | 71              | 0,1             |

Der Wahlkreis wird im Landtag durch den direkt gewählten Wahlkreisabgeordneten Axel Wintermeyer (CDU), der dem Parlament bereits seit 1999 angehört, vertreten.

## Wahl 2013
| Gegenstand der Nachweisung | Gegenstand der Nachweisung | Wahlkreis- stimmen | Wahlkreis- stimmen | Landes- stimmen | Landes- stimmen |
| Kreiswahlbewerber          | Partei                     | Anzahl             | %                  | Anzahl          | %               |
| -------------------------- | -------------------------- | ------------------ | ------------------ | --------------- | --------------- |
| Wahlberechtigte            | Wahlberechtigte            | 82.329             | 100,0              | 82.329          | 100,0           |
| Wähler                     | Wähler                     | 63.951             | 77,7               | 63.951          | 77,7            |
| Ungültige Stimmen          | Ungültige Stimmen          | 1.913              | 3,0                | 1.654           | 2,6             |
| Gültige Stimmen            | Gültige Stimmen            | 62.038             | 97,0               | 62.297          | 97,4            |
| davon                      |                            |                    |                    |                 |                 |
| Axel Wintermeyer           | CDU                        | 28.391             | 45,8               | 24.545          | 39,4            |
| Georg Einhaus              | SPD                        | 17.405             | 28,1               | 15.537          | 24,9            |
| Andreas Kärcher            | FDP                        | 1.764              | 2,8                | 3.761           | 6,0             |
| Regina Vischer             | GRÜNE                      | 7.543              | 12,2               | 8.628           | 13,8            |
| Heinz Michael Merkel       | LINKE                      | 2.924              | 4,7                | 2.932           | 4,7             |
| Karl Heinz Spengler        | FREIE WÄHLER               | 1.844              | 3,0                | 1.032           | 1,7             |
| –                          | NPD                        | –                  | –                  | 473             | 0,8             |
| –                          | REP                        | –                  | –                  | 179             | 0,3             |
| Ernst-Joachim Preussler    | PIRATEN                    | 1.416              | 2,3                | 1.151           | 1,8             |
| –                          | BüSo                       | –                  | –                  | 30              | 0,0             |
| –                          | ADd                        | –                  | –                  | 73              | 0,1             |
| –                          | Die Grauen                 | –                  | –                  | 46              | 0,1             |
| –                          | AfD                        | –                  | –                  | 2.799           | 4,5             |
| –                          | AVIP                       | –                  | –                  | 71              | 0,1             |
| Klaus Zimmer               | LUPe                       | 751                | 1,2                | 683             | 1,1             |
| –                          | ÖDP                        | –                  | –                  | 79              | 0,1             |
| –                          | Die Partei                 | –                  | –                  | 253             | 0,4             |
| –                          | PSG                        | –                  | –                  | 25              | 0,0             |

Axel Wintermeyer zog als Gewinner des Direktmandats in den Landtag ein. Der Wahlkreis gehört zu denen mit der höchsten Wahlbeteiligung in Hessen.

## Wahl 2009
| Gegenstand der Nachweisung | Gegenstand der Nachweisung | Wahlkreis- stimmen | Wahlkreis- stimmen | Landes- stimmen | Landes- stimmen |
| Bewerber                   | Partei                     | Anzahl             | %                  | Anzahl          | %               |
| -------------------------- | -------------------------- | ------------------ | ------------------ | --------------- | --------------- |
| Wahlberechtigte            | Wahlberechtigte            | 81.179             | 100,0              | 81.179          | 100,0           |
| Wähler                     | Wähler                     | 54.978             | 67,7               | 54.978          | 67,7            |
| Ungültige Stimmen          | Ungültige Stimmen          | 1.861              | 3,4                | 1.555           | 2,8             |
| Gültige Stimmen            | Gültige Stimmen            | 53.423             | 100,0              | 53.117          | 100,0           |
| davon                      |                            |                    |                    |                 |                 |
| Axel Wintermeyer           | CDU                        | 24.573             | 46,3               | 21.354          | 40,0            |
| Cornelia Koall             | SPD                        | 11.457             | 21,6               | 9.053           | 16,9            |
| Dirk Westedt               | FDP                        | 6.858              | 12,9               | 9.758           | 18,3            |
| Regina Vischer             | GRÜNE                      | 8.050              | 15,2               | 8.998           | 16,8            |
| Willi van Ooyen            | LINKE                      | 2.179              | 04,1               | 2.248           | 04,2            |
| –                          | REP                        | –                  | –                  | 313             | 00,6            |
| –                          | FREIE WÄHLER               | –                  | –                  | 1.005           | 01,9            |
| –                          | NPD                        | –                  | –                  | 299             | 00,6            |
| –                          | PIRATEN                    | –                  | –                  | 299             | 00,6            |
| –                          | BüSo                       | –                  | –                  | 96              | 00,2            |

## Wahl 2008
Bei der Landtagswahl in Hessen 2008 traten folgende Kandidaten an:
| Gegenstand der Nachweisung | Gegenstand der Nachweisung | Wahlkreis- stimmen | Wahlkreis- stimmen | Landes- stimmen | Landes- stimmen |
| Bewerber                   | Partei                     | Anzahl             | %                  | Anzahl          | %               |
| -------------------------- | -------------------------- | ------------------ | ------------------ | --------------- | --------------- |
| Wahlberechtigte            | Wahlberechtigte            | 80.711             | 100,0              | 80.711          | 100,0           |
| Wähler                     | Wähler                     | 56.599             | 70,1               | 56.599          | 70,1            |
| Ungültige Stimmen          | Ungültige Stimmen          | 1.596              | 2,8                | 1.376           | 2,4             |
| Gültige Stimmen            | Gültige Stimmen            | 55.003             | 100,0              | 55.221          | 100,0           |
| davon                      |                            |                    |                    |                 |                 |
| Axel Wintermeyer           | CDU                        | 23.923             | 43,5               | 21.868          | 39,5            |
| Cornelia Koall             | SPD                        | 17.468             | 31,8               | 16.656          | 30,2            |
| Andreas Kammerbauer        | GRÜNE                      | 5.564              | 10,1               | 5.702           | 10,3            |
| Dirk Westedt               | FDP                        | 4.539              | 08,2               | 6.464           | 11,7            |
| Gregor Kindrat             | REP                        | 1.002              | 01,8               | 599             | 01,1            |
| –                          | Tierschutzpartei           | –                  | –                  | 316             | 0,6             |
| –                          | BüSo                       | –                  | –                  | 25              | 0,0             |
| –                          | PSG                        | –                  | –                  | 11              | 0,0             |
| –                          | Volksabstimmung            | –                  | –                  | 69              | 00,1            |
| –                          | GRAUE                      | –                  | –                  | 91              | 00,1            |
| Willi van Ooyen            | LINKE                      | 1.495              | 02,7               | 1.997           | 04,1            |
| –                          | Die Violetten              | –                  | –                  | 29              | 00,1            |
| –                          | FAMILIE                    | –                  | –                  | 170             | 00,3            |
| Ingrid Hasse               | FREIE WÄHLER               | 1.012              | 01,8               | 684             | 01,2            |
| –                          | PIRATEN                    | –                  | –                  | 180             | 00,3            |
| –                          | UB                         | –                  | –                  | 24              | 00,0            |

## Wahl 2003
| Gegenstand der Nachweisung | Gegenstand der Nachweisung | Wahlkreis- stimmen | Wahlkreis- stimmen | Landes- stimmen | Landes- stimmen |
| Bewerber                   | Partei                     | Anzahl             | %                  | Anzahl          | %               |
| -------------------------- | -------------------------- | ------------------ | ------------------ | --------------- | --------------- |
| Wahlberechtigte            | Wahlberechtigte            | 79.982             | 100,0              | 79.982          | 100,0           |
| Wähler                     | Wähler                     | 55.961             | 70,0               | 55.961          | 70,0            |
| Ungültige Stimmen          | Ungültige Stimmen          | 1.465              | 2,6                | 979             | 1,7             |
| Gültige Stimmen            | Gültige Stimmen            | 54.496             | 100,0              | 54.982          | 100,0           |
| davon                      |                            |                    |                    |                 |                 |
| Axel Wintermeyer           | CDU                        | 40.422             | 55,8               | 27.577          | 50,2            |
| ?                          | SPD                        | 13.397             | 24,6               | 11.401          | 20,7            |
| ?                          | GRÜNE                      | 7.268              | 13,3               | 7.578           | 13,8            |
| ?                          | FDP                        | 3.409              | 6,3                | 5.220           | 9,5             |
| –                          | REP                        | –                  | –                  | 622             | 1,1             |
| –                          | Tierschutzpartei           | –                  | –                  | 382             | 0,7             |
| –                          | DIE FRAUEN                 | –                  | –                  | 126             | 0,2             |
| –                          | PBC                        | –                  | –                  | 61              | 0,1             |
| –                          | DKP                        | –                  | –                  | 66              | 0,1             |
| –                          | ödp                        | –                  | –                  | 44              | 0,1             |
| –                          | BüSo                       | –                  | –                  | 32              | 0,1             |
| –                          | FAG Hessen                 | –                  | –                  | 1.638           | 3,0             |
| –                          | PSG                        | –                  | –                  | 20              | 0,0             |
| –                          | Schill                     | –                  | –                  | 215             | 0,4             |

## Wahl 1999
| Gegenstand der Nachweisung | Gegenstand der Nachweisung | Wahlkreis- stimmen | Wahlkreis- stimmen | Landes- stimmen | Landes- stimmen |
| Bewerber                   | Partei                     | Anzahl             | %                  | Anzahl          | %               |
| -------------------------- | -------------------------- | ------------------ | ------------------ | --------------- | --------------- |
| Wahlberechtigte            | Wahlberechtigte            | 77.471             | 100,0              | 77.471          | 100,0           |
| Wähler                     | Wähler                     | 55.058             | 71,1               | 55.058          | 71,1            |
| Ungültige Stimmen          | Ungültige Stimmen          | 827                | 1,5                | 742             | 1,3             |
| Gültige Stimmen            | Gültige Stimmen            | 54.231             | 100,0              | 54.316          | 100,0           |
| davon                      |                            |                    |                    |                 |                 |
| Axel Wintermeyer           | CDU                        | 28.357             | 52,6               | 27.041          | 49,8            |
| ?                          | SPD                        | 17.749             | 32,7               | 16.990          | 31,3            |
| ?                          | GRÜNE                      | 4.038              | 7,4                | 4.454           | 8,2             |
| ?                          | F.D.P.                     | 2.189              | 4,0                | 3.239           | 6,0             |
| ?                          | REP                        | 1.346              | 2,5                | 1.198           | 2,2             |
| –                          | Die Tierschutzpartei       | –                  | –                  | 266             | 0,5             |
| –                          | DIE FRAUEN                 | –                  | –                  | 129             | 0,2             |
| –                          | PASS                       | –                  | –                  | 33              | 0,1             |
| –                          | DKP                        | –                  | –                  | 37              | 0,1             |
| –                          | BüSo                       | –                  | –                  | 13              | 0,0             |
| –                          | FWG                        | –                  | –                  | 208             | 0,4             |
| –                          | PBC                        | –                  | –                  | 45              | 0,1             |
| –                          | DHP                        | –                  | –                  | 6               | 0,0             |
| –                          | NATURGESETZ                | –                  | –                  | 50              | 0,1             |
| –                          | ödp                        | –                  | –                  | 38              | 0,1             |
| –                          | NPD                        | –                  | –                  | 56              | 0,1             |
| ?                          | BFB-Die Offensive          | 372                | 0,7                | 513             | 0,9             |

## Wahl 1995
| Gegenstand der Nachweisung | Gegenstand der Nachweisung | Wahlkreis- stimmen | Wahlkreis- stimmen | Landes- stimmen | Landes- stimmen |
| Bewerber                   | Partei                     | Anzahl             | %                  | Anzahl          | %               |
| -------------------------- | -------------------------- | ------------------ | ------------------ | --------------- | --------------- |
| Wahlberechtigte            | Wahlberechtigte            | 76.377             | 100,0              | 76.377          | 100,0           |
| Wähler                     | Wähler                     | 53.888             | 70,6               | 53.888          | 70,6            |
| Ungültige Stimmen          | Ungültige Stimmen          | 1.347              | 2,5                | 1.129           | 2,1             |
| Gültige Stimmen            | Gültige Stimmen            | 52.541             | 100,0              | 52.759          | 100,0           |
| davon                      |                            |                    |                    |                 |                 |
| ?                          | SPD                        | 17.614             | 33,5               | 15.884          | 30,1            |
| Georg Badeck               | CDU                        | 25.599             | 48,7               | 23.970          | 45,4            |
| ?                          | GRÜNE                      | 4.983              | 9,5                | 6.231           | 11,8            |
| ?                          | F.D.P.                     | 2.812              | 5,4                | 4.265           | 8,1             |
| ?                          | ÖDP                        | 333                | 0,6                | 153             | 0,3             |
| –                          | GRAUE                      | –                  | –                  | 184             | 0,3             |
| –                          | REP                        | –                  | –                  | 1.007           | 1,9             |
| –                          | Solidarität                | –                  | –                  | 11              | 0,0             |
| –                          | APD                        | –                  | –                  | 144             | 0,3             |
| –                          | DKP                        | –                  | –                  | 34              | 0,1             |
| ?                          | NPD                        | 466                | 0,9                | 149             | 0,3             |
| –                          | DHP                        | –                  | –                  | 24              | 0,0             |
| –                          | f.NEP                      | –                  | –                  | 69              | 0,1             |
| –                          | NATURGESETZ                | –                  | –                  | 69              | 0,1             |
| ?                          | BFB                        | 417                | 0,8                | 327             | 0,6             |
| –                          | PBC                        | –                  | –                  | 64              | 0,1             |
| ?                          | STATT Partei               | 317                | 0,6                | 174             | 0,3             |

## Wahl 1991
| Gegenstand der Nachweisung | Gegenstand der Nachweisung | Wahlkreis- stimmen | Wahlkreis- stimmen | Landes- stimmen | Landes- stimmen |
| Bewerber                   | Partei                     | Anzahl             | %                  | Anzahl          | %               |
| -------------------------- | -------------------------- | ------------------ | ------------------ | --------------- | --------------- |
| Wahlberechtigte            | Wahlberechtigte            | 76.612             | 100,0              | 76.612          | 100,0           |
| Wähler                     | Wähler                     | 55.522             | 72,5               | 55.522          | 72,5            |
| Ungültige Stimmen          | Ungültige Stimmen          | 1.168              | 2,1                | 977             | 1,4             |
| Gültige Stimmen            | Gültige Stimmen            | 54.354             | 100,0              | 54.545          | 100,0           |
| davon                      |                            |                    |                    |                 |                 |
| Georg Badeck               | CDU                        | 27.163             | 50,0               | 25.986          | 47,6            |
| ?                          | SPD                        | 19.340             | 35,6               | 17.436          | 32,0            |
| ?                          | GRÜNE                      | 4.164              | 7,7                | 5.403           | 9,9             |
| ?                          | F.D.P.                     | 3.687              | 6,8                | 4.322           | 7,9             |
| –                          | REP                        | –                  | –                  | 912             | 1,7             |
| –                          | DIE GRAUEN                 | –                  | –                  | 282             | 0,5             |
| –                          | ÖDP                        | –                  | –                  | 135             | 0,2             |
| –                          | PBC                        | –                  | –                  | 69              | 0,1             |

## Wahl 1987
|                   | Partei            | Anzahl | %     |
| ----------------- | ----------------- | ------ | ----- |
| Wahlberechtigte   | Wahlberechtigte   | 74.090 | 100,0 |
| Wähler            | Wähler            | 60.993 | 82,3  |
| Ungültige Stimmen | Ungültige Stimmen | 506    | 0,8   |
| Gültige Stimmen   | Gültige Stimmen   | 60.487 | 100,0 |
| davon             |                   |        |       |
| Horst Winterstein | SPD               | 18.770 | 31,0  |
| Georg Badeck      | CDU               | 30.477 | 50,4  |
| ?                 | F.D.P.            | 5.051  | 8,4   |
| ?                 | GRÜNE             | 6.102  | 10,1  |
| ?                 | DKP               | 87     | 0,1   |

## Wahl 1983
|                   | Partei            | Anzahl | %     |
| ----------------- | ----------------- | ------ | ----- |
| Wahlberechtigte   | Wahlberechtigte   | 71.277 | 100,0 |
| Wähler            | Wähler            | 60.109 | 84,3  |
| Ungültige Stimmen | Ungültige Stimmen | 447    | 0,7   |
| Gültige Stimmen   | Gültige Stimmen   | 59.662 | 100,0 |
| davon             |                   |        |       |
| Georg Badeck      | CDU               | 27.650 | 46,3  |
| Horst Winterstein | SPD               | 22.567 | 37,8  |
| Fritz Hertle      | GRÜNE             | 4.001  | 6,7   |
| Eckhard Wetzel    | F.D.P.            | 5.001  | 8,4   |
| Hans Heisel       | DKP               | 70     | 0,1   |
| Peter Vollmer     | LD                | 266    | 0,4   |
| Daniel Flolka     | DS                | 60     | 0,1   |
| Uwe Friesecke     | EAP               | 47     | 0,1   |

## Bisherige Abgeordnete
Direkt gewählte Abgeordnete des Wahlkreises Main-Taunus I (bis 1982, Main-Taunus-Kreis-Süd) waren:
| Jahr | Direktkandidat   | Partei | Erststimmen in % |
| ---- | ---------------- | ------ | ---------------- |
| 2023 | Axel Wintermeyer | CDU    | 43,3             |
| 2018 | Axel Wintermeyer | CDU    | 33,6             |
| 2013 | Axel Wintermeyer | CDU    | 45,8             |
| 2009 | Axel Wintermeyer | CDU    | 46,3             |
| 2008 | Axel Wintermeyer | CDU    | 43,5             |
| 2003 | Axel Wintermeyer | CDU    | 55,8             |
| 1999 | Axel Wintermeyer | CDU    | 52,6             |
| 1995 | Georg Badeck     | CDU    | 48,7             |
| 1991 | Georg Badeck     | CDU    | 50,0             |
| 1987 | Georg Badeck     | CDU    | 50,4             |
| 1983 | Georg Badeck     | CDU    | 46,3             |
| 1982 | Georg Badeck     | CDU    | 51,4             |
| 1978 | Georg Badeck     | CDU    |                  |
| 1974 | Georg Badeck     | CDU    |                  |
| 1970 | Georg Badeck     | CDU    |                  |

## Der Wahlkreis bis 1966
Zwischen 1950 und 1966 bestand gemäß dem hessischen Landtagswahlgesetz vom 18. September 1950 der Wahlkreis 28, der jedoch nicht vollständig deckungsgleich mit dem heutigen Wahlkreis war. Der damalige Wahlkreis 28 bestand aus dem damaligen Main-Taunus-Kreis.
Bei der Landtagswahl in Hessen 1946 war der heutige Wahlkreis Teil des Wahlkreises XIV. Dieser Wahlkreis setzte sich zusammen aus dem Main-Taunus-Kreis, dem Obertaunuskreis, dem Landkreis Limburg und dem Landkreis Usingen.